# Język zaramo
Język zaramo (dzalamo, kizaramo, myagatwa, saramo, zalamo, zaramu) – język z rodziny bantu, używany w Tanzanii, w 1972 roku liczba mówiących wynosiła ok. 174 tys. Obecnie żyje kilka osób posługujących się biegle tym językiem – zagrożenie wymarciem wynika z posługiwania się przez plemię językiem suahili.